# مينورو فورويا
مينورو فورويا (باليابانية: 古谷実؛ بالكانا: ふるや みのる) هو مانغاكا ياباني، ولد في 28 مارس 1972 في أوراوا ‏ في اليابان.

## روابط خارجية
- مينورو فورويا على موقع ANN person (الإنجليزية)